# Kyochon
A Kyochon F&B Co., Ltd. (coreano: 교촌; hanja: 橋村) é uma cadeia sul-coreana de restaurantes de frango frito. Fundada em 1991, a Kyochon é um dos maiores restaurantes coreanos de frango frito da Coreia do Sul. A Kyochon também opera alguns restaurantes nos Estados Unidos. A Kyochon tem sua sede em Osan, Gyeonggi-do. Em 2015, a Kyochon abriu seu maior ponto de venda do mundo na Malásia, no Pavilion Kuala Lumpur. A Kyochon tinha mais de 50 pontos de venda em todo o país.
A franquia coreana de frango frito Kyochon abriu sua quinta loja em Taiwan, desta vez com um local à beira da estrada em Taichung, uma cidade conhecida por seus mercados noturnos movimentados e pelo cenário de compras, informou sua operadora Kyochon F&B em 15 de outubro de 2024.